# De 538 Lunch
De 538 Lunch was een Nederlands radioprogramma van de commerciële radiozender Radio 538. Het programma was iedere werkdag te horen van 12:00 tot 14:00 uur. Coen Swijnenberg presenteerde het programma iedere maandag tot en met donderdag, terwijl Dennis Ruyer de presentatie op vrijdag op zich nam.

## Geschiedenis
Na achttien jaar kwam er een einde aan de dagelijkse samenwerking tussen Coen Swijnenberg en Sander Lantinga. Beide heren gingen gedeeltelijk een eigen weg, waarbij zij beide een eigen radioprogramma kregen van maandag tot en met donderdag en zij op vrijdag de Coen en Sander Show zouden blijven maken. Frank Dane volgde hen op als presentator van de middagshow.
Op 3 oktober 2022 begon Swijnenberg met de presentatie van De 538 Lunch op Radio 538. Nadat bekend werd dat Swijnenberg herenigd zou worden met Lantinga op radiozender Joe werd het programma per direct uit de programmering van 538 gehaald. Ook Ruyer maakte, op een later moment, bekend over te stappen naar Joe.

## Medewerkers

### Presentator
- Dennis Ruyer (vr, 2022–2023)
- Coen Swijnenberg (ma–do, 2022–2023)

### Nieuwslezers
- Jo van Egmond (2022–2023)
- Marrit de Vries (2023)
- Hannelore Zwitserlood (invaller)